# Calonne-Ricouart
Calonne-Ricouart és un municipi francès situat al departament del Pas de Calais i a la regió dels Alts de França. L'any 2007 tenia 5.815 habitants.

## Demografia

### Població
El 2007 la població de fet de Calonne-Ricouart era de 5.815 persones. Hi havia 2.260 famílies de les quals 668 eren unipersonals (220 homes vivint sols i 448 dones vivint soles), 624 parelles sense fills, 716 parelles amb fills i 252 famílies monoparentals amb fills.
La població ha evolucionat segons el següent gràfic:
Habitants censats

### Habitatges
El 2007 hi havia 2.454 habitatges, 2.319 eren l'habitatge principal de la família, 11 eren segones residències i 124 estaven desocupats. 2.347 eren cases i 102 eren apartaments. Dels 2.319 habitatges principals, 846 estaven ocupats pels seus propietaris, 1.248 estaven llogats i ocupats pels llogaters i 225 estaven cedits a títol gratuït; 2 tenien una cambra, 73 en tenien dues, 248 en tenien tres, 800 en tenien quatre i 1.196 en tenien cinc o més. 1.257 habitatges disposaven pel capbaix d'una plaça de pàrquing. A 1.094 habitatges hi havia un automòbil i a 544 n'hi havia dos o més.

### Piràmide de població
La piràmide de població per edats i sexe el 2009 era:
| Homes | Edats   | Dones |
| ----- | ------- | ----- |
| 4     | 95 o +  | 0     |
| 8     | 90 a 94 | 36    |
| 36    | 85 a 89 | 72    |
| 68    | 80 a 84 | 104   |
| 96    | 75 a 79 | 220   |
| 168   | 70 a 74 | 228   |
| 136   | 65 a 69 | 172   |
| 112   | 60 a 64 | 188   |
| 72    | 55 a 59 | 88    |
| 196   | 50 a 54 | 132   |
| 156   | 45 a 49 | 180   |
| 208   | 40 a 44 | 196   |
| 176   | 35 a 39 | 192   |
| 196   | 30 a 34 | 172   |
| 244   | 25 a 29 | 252   |
| 164   | 20 a 24 | 168   |
| 284   | 15 a 19 | 196   |
| 192   | 10 a 14 | 224   |
| 168   | 5 a 9   | 160   |
| 184   | 0 a 4   | 148   |

## Economia
El 2007 la població en edat de treballar era de 3.481 persones, 2.160 eren actives i 1.321 eren inactives. De les 2.160 persones actives 1.717 estaven ocupades (1.024 homes i 693 dones) i 443 estaven aturades (241 homes i 202 dones). De les 1.321 persones inactives 319 estaven jubilades, 296 estaven estudiant i 706 estaven classificades com a «altres inactius».

### Ingressos
El 2009 a Calonne-Ricouart hi havia 2.306 unitats fiscals que integraven 5.738 persones, la mediana anual d'ingressos fiscals per persona era de 12.673 €.

### Activitats econòmiques
Dels 135 establiments que hi havia el 2007, 4 eren d'empreses extractives, 6 d'empreses alimentàries, 9 d'empreses de fabricació d'altres productes industrials, 21 d'empreses de construcció, 37 d'empreses de comerç i reparació d'automòbils, 3 d'empreses de transport, 10 d'empreses d'hostatgeria i restauració, 2 d'empreses d'informació i comunicació, 4 d'empreses financeres, 1 d'una empresa immobiliària, 9 d'empreses de serveis, 16 d'entitats de l'administració pública i 13 d'empreses classificades com a «altres activitats de serveis».
Dels 39 establiments de servei als particulars que hi havia el 2009, 1 era una comissaria de policia, 1 oficina de correu, 2 oficines bancàries, 2 tallers de reparació d'automòbils i de material agrícola, 2 autoescoles, 3 paletes, 1 guixaire pintor, 2 fusteries, 5 lampisteries, 4 electricistes, 3 empreses de construcció, 6 perruqueries, 6 restaurants i 1 saló de bellesa.
Dels 20 establiments comercials que hi havia el 2009, 5 eren supermercats, 1 una botiga de més de 120 m², 6 fleques, 2 carnisseries, 1 una peixateria, 1 una botiga de mobles i 4 floristeries.
L'any 2000 a Calonne-Ricouart hi havia 7 explotacions agrícoles.

## Equipaments sanitaris i escolars
El 2009 hi havia 1 centre de salut, 2 farmàcies i 1 ambulància.
El 2009 hi havia 3 escoles maternals i 3 escoles elementals. Calonne-Ricouart disposava d'un col·legi d'educació secundària amb 325 alumnes.

## Poblacions més properes
El següent diagrama mostra les poblacions més properes.